# Management Information Base
Un management information base (detto anche MIB) è un tipo di database per la gestione di dispositivi nelle reti di comunicazione. Un MIB comprende una collezione di oggetti in un database (virtuale) usato per gestire le entità (ad esempio router e switch) facenti parte di una rete. Gli oggetti di un MIB vengono definiti utilizzando un sottoinsieme della notazione Abstract Syntax Notation One (ASN.1) chiamato  "Structure of Management Information Version 2 (SMIv2)" (RFC 2578). Il software che ne effettua il parsing viene chiamato compilatore MIB. Il database è di tipo gerarchico (ovvero strutturato ad albero) ed ogni entry viene indirizzata attraverso un identificatore di oggetto (object identifier).

## Descrizione
In diversi documenti RFC si discute di MIB, fra gli altri l'RFC 1155, "Structure and Identification of Management Information for TCP/IP based internets", ed i compagni RFC 1213, "Management Information Base for Network Management of TCP/IP-based internets", e l'RFC 1157, "A Simple Network Management Protocol".
L'SNMP, un protocollo di comunicazione utilizzato tra centri di gestione e managed objects, (come ad esempio router, gateway e switch) fa uso dei MIB: i componenti controllati da una console di gestione generalmente richiedono l'utilizzo di un cosiddetto SNMP agent, un modulo software capace di comunicare con l'SNMP manager.
SNMP usa uno specifico set di comandi. Un MIB può contenere informazioni sia su questi comandi che sugli oggetti ai quali ci si riferisce tramite delle interrogazioni (entità controllare o sorgenti potenziali di informazioni sullo stato di un sistema) insieme con modi per il tuning della rete di trasporto in base alle specifiche necessità.
Esempi di oggetti MIB includono:
- lunghezza della coda di output, chiamata ifOutQLen
- tabella di traduzione indirizzi (simile alle tabelle ARP) chiamata atTable.

L'RFC 1213 definisce queste regole: se un ambiente non usa la atTable (come nel caso di unità DDN-X.25) allora la atTable rimane semplicemente vuota. L'oggetto tabella include, ovviamente, definizioni sulle entry della tabella, atEntry, ed informazioni sull'interfaccia (if) per ogni atEntry, ecc.
I MIB sono aggiornati periodicamente per aggiungervi nuove funzionalità, rimuovere ambiguità e correggere difetti. Tali cambiamenti sono operati in modo conforme alla sezione 10 dell'RFC 2578. Un esempio di MIB aggiornato varie volte è l'insieme degli oggetti originariamente definiti nell'RFC 1213 "MIB-II". Questo MIB è in stato suddiviso in varie parti e viene definito anche nei seguenti documenti: RFC 2011 "SNMPv2 Management Information Base for the Internet Protocol using SMIv2", RFC 4022 "Management Information Base for the Transmission Control Protocol (TCP)", RFC 4113 "Management Information Base for the User Datagram Protocol (UDP)", RFC 2863 "The Interfaces Group MIB" e l'RFC 3418 "Management Information Base (MIB) for the Simple Network Management Protocol (SNMP)".